# Berytinus minor
Berytinus minor är en insektsart som först beskrevs av Herrich-schaeffer 1835.  Berytinus minor ingår i släktet Berytinus och familjen styltskinnbaggar. Arten är reproducerande i Sverige. Inga underarter finns listade i Catalogue of Life.